# Anakonda-Plan

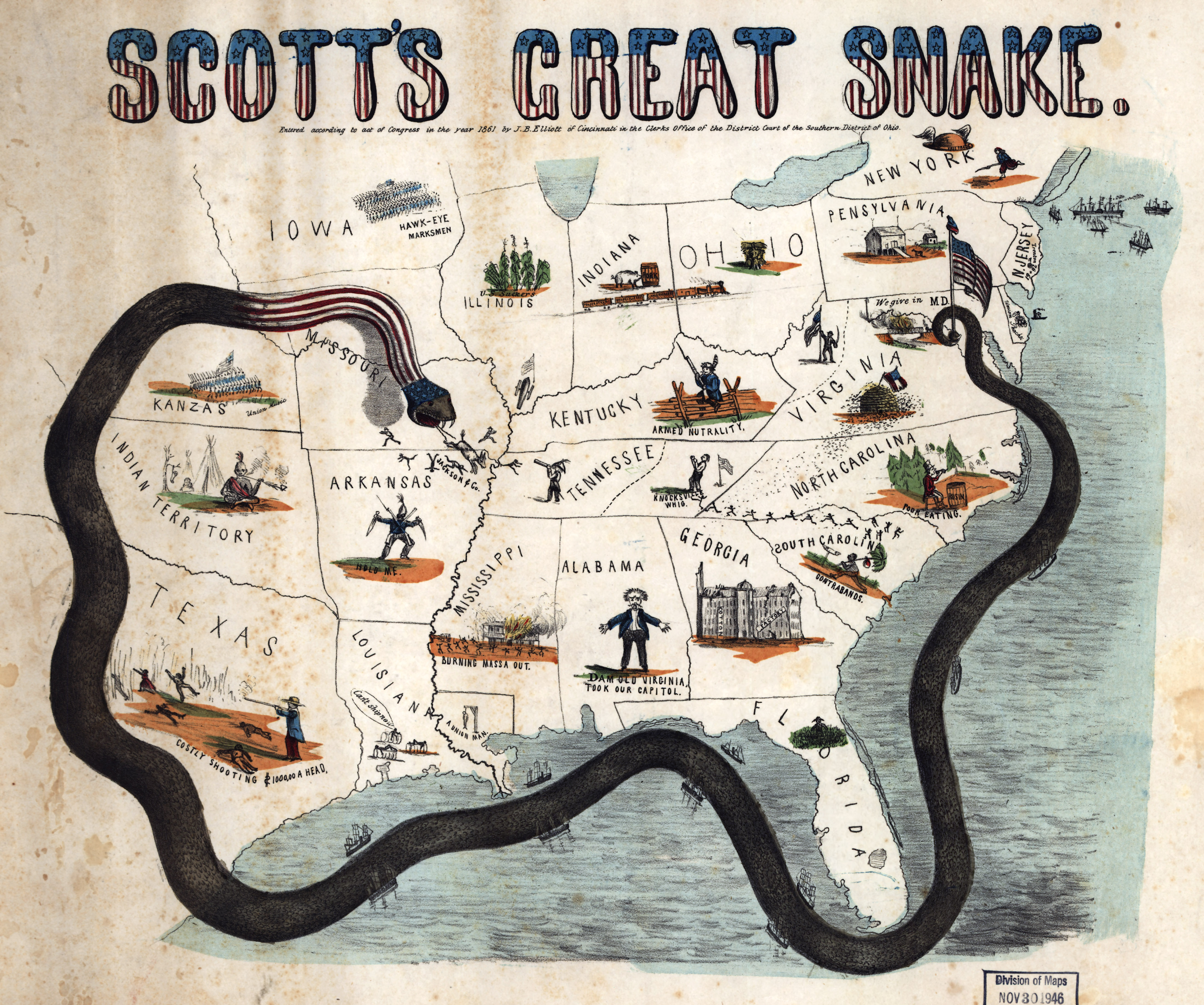
Karikatur auf Scotts Plan von 1861

Der Anakonda-Plan wurde von Generalleutnant Winfield Scott 1861 als strategischer Ansatz vorgeschlagen, um den Amerikanischen Bürgerkrieg zu beenden. Mit ihm sollte die Konföderation von allen Verbindungen abgeschnürt werden. Wesentliche Teile waren eine Seeblockade und die gleichzeitige Teilung der Konföderation durch Wegnahme der Befestigungen entlang des Mississippi.

## Hintergrund
Nach dem Angriff auf Fort Sumter war die Bevölkerung beider Parteien davon überzeugt, dass der Krieg schnell beendet werden würde. Deshalb erschienen strategische Überlegungen auf beiden Seiten überflüssig. Zwar rechneten die verantwortlichen Führer auf beiden Seiten mit einem größeren Konflikt, konnten jedoch nicht vorhersehen, dass dieser Konflikt in einem totalen Krieg münden würde. Das Ziel der Nordstaaten in diesem begrenzten Krieg war nicht die Eroberung des Südens, sondern die Rückkehr der abtrünnigen Staaten in die Union. Ein Krieg mit solch niedrigen, eventuell irrigen Zielen bedurfte keiner tief greifenden Strategie.

## McClellans Vorschlag für einen Feldzug
Generalmajor McClellan, Befehlshaber im Wehrbereich Ohio und Günstling Scotts, schlug diesem am 27. April 1861 zwei Möglichkeiten für einen erfolgreichen Feldzug zur Niederwerfung der Südstaaten vor.
Im ersten Plan wollte McClellan nach Sicherung des Ohios durch die Appalachen in Richtung Richmond, Virginia vorgehen. Dadurch sollte Washington, D.C. entlastet und das Heer der Südstaaten geschlagen werden. In der Überquerung der Appalachen sah er keine Schwierigkeiten.
Der zweite Plan sah vor, bei einem Abfall Kentuckys von der Union in Richtung Nashville, Tennessee zu marschieren und dort die militärische Kraft Kentuckys und Tennessees zu brechen. Anschließend sollte das Heer weiter nach Montgomery, Alabama vorgehen unter gleichzeitiger Unterstützung durch einen Stoß nach Charleston, South Carolina. Die nachfolgenden Operationen könnten sich dann gegen die Golfhäfen richten.
Für beide Vorschläge forderte McClellan 80.000 Mann. Aber gleichgültig, für welchen Plan sich die Regierung entscheide, und sei es auch nur die strategische Verteidigung, müsse der Westen erheblich verstärkt werden.
Bevor Scott das Schreiben McClellans dem Präsidenten vorlegte, nahm er dazu Stellung:
1. Die Pläne seien undurchführbar, weil die Dienstzeit der Soldaten (Drei-Monats-Freiwillige) nach Ausbildung und Aufstellung noch während der Märsche abgelaufen sei.
2. Der Austritt West Virginias aus dem Commonwealth von Virginia würde bei einem Marsch durch die Appalachen unterstützt.
3. Landmärsche kosteten mehr als Transporte zu Schiff und überbeanspruchten Mensch, Tier und Material.
4. Auch für Scotts Plan würden nicht mehr Truppen benötigt als für den McClellans.[3]

## Scotts Plan
Scott gehörte zu denen, die eine lange Kriegsdauer vorhersagten. Er lehnte jedoch einen Eroberungskrieg ab, der selbst, wenn er erfolgreich verlaufen würde, 15 verwüstete Provinzen hinterlassen würde. Ein sich danach einstellendes Zusammengehörigkeitsgefühl mit den Eroberern sei unwahrscheinlich. Vielmehr müssten die eroberten Gebiete für Generationen durch schwer bewaffnete Garnisonen gesichert werden. Dadurch würden sich die Steuern und Abgaben im Norden vervielfältigen, ohne dass es möglich sein würde, Teile der Kosten aus den besiegten und zerstörten Landstrichen herauszupressen.
Scott erläuterte seinen Plan McClellan am 3. Mai 1861. Die wesentlichen Punkte darin waren:
1. Blockade der Küsten der Konföderation, um den Export von landwirtschaftlichen Erzeugnissen wie Baumwolle, Tabak oder Fleischprodukten und den Import von Kriegsmitteln zu verhindern.
2. Inbesitznahme des Mississippi und der an ihm liegenden Befestigungen mit Kanonenbooten und Infanterie, um so die Konföderation zu teilen und die Einfuhr landwirtschaftlicher Produkte aus dem Westen zu unterbinden.
3. Die Stärke der an der Expedition mississippiabwärts beteiligten Truppen sollte ungefähr 60.000 Mann betragen. Die Dienstzeit würde auf drei Jahre festgelegt. Den Beginn der Operation veranschlagte Scott nach erfolgreicher viereinhalbmonatiger Ausbildung nicht vor dem 10. November 1861.[4]

## Durchführung
Der Anakonda-Plan erforderte Zeit. Zum einen musste die Marine ausreichend Schiffe erwerben oder bauen, damit die Blockade erfolgreich sein konnte. Zum anderen mussten die für die Mississippiexpedition benötigten Kanonenboote erst noch gebaut und die Soldaten für die Aufgabe der Eroberung der Stützpunkte entlang der Flüsse ausgebildet werden.
Der entscheidende Punkt für das eventuelle Scheitern seines Plans war Scott bewusst: Es war die Ungeduld der patriotischen und loyal zur Union stehenden Menschen. Diese drängten nach ständigen und energischen Aktionen ungeachtet der daraus entstehenden Konsequenzen.
Sein Vorschlag empfing wahrnehmbare, öffentliche Kritik. Eine berühmte Zeitungskarikatur stellte eine große, die Südstaaten einquetschende Würgeschlange dar, woher der Plan seinen populären Namen bekam. Die Regierung der Nordstaaten übernahm den Plan nie formell, aber Lincoln setzte die beiden Komponenten um.
Bereits sechs Tage nach dem Fall Fort Sumters forderte der Präsident am 19. April 1861 eine Blockade der abtrünnigen Südstaaten. Diese Forderung betrachteten viele Kritiker, besonders wegen der 4800 km (3000 Meilen) Küstenlinie als eine undurchführbare Aufgabe. Die Konföderation verringerte im zweiten Halbjahr ihre Ausfuhren, um den Baumwollpreis hoch zu halten.

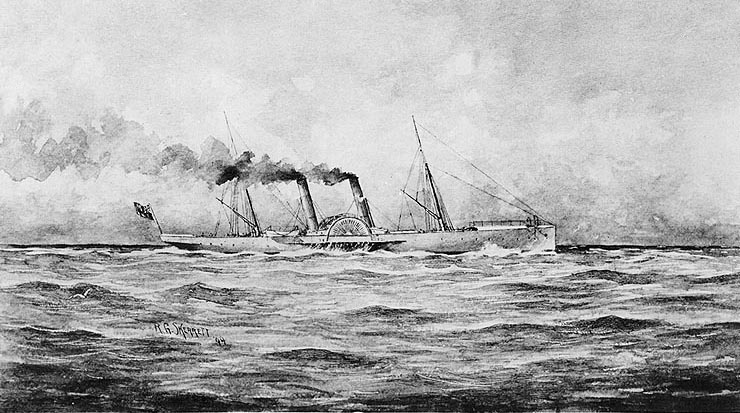
SS Banshee

Die Blockade zeigte auch 1862 zunächst wenig Erfolg, als aber nach einem Jahr Blockade nur noch jedes dritte Schiff die konföderierten Häfen erreichte und sich diese Rate noch weiter verringerte, begann der als undurchführbar angesehene Plan Wirkung zu zeigen. Es war die bis heute erfolgreichste Seeblockade und die erste, die ausschließlich von einer nationalen Flotte, ohne die Beschäftigung von Freibeutern, durchgeführt wurde. Als Teil der Blockade eroberte die US-Marine zahlreiche Häfen der Südstaaten. An der Küste gelegene Festungen nahm und hielt sie. Der Einsatz von konföderierten Blockadebrechern (blockade runner) konnte die Folgen der Blockade nur abmildern, zumal die speziell konstruierten Schiffe nur relativ wenig Ladung transportieren konnten und zur Deckung der Kosten oftmals nur hochwertige Luxusgüter trugen, die für die Kriegführung nicht notwendig waren.
Der zweite Teil des Plans wurde von der Tennessee-Armee der Union unter Henry W. Halleck, Ulysses S. Grant und der Golf-Armee unter Nathaniel P. Banks, und den Mississippi-Flottillen unter Andrew H. Foote, David Dixon Porter und David Farragut vollendet. 1862 wurden der Mississippi und seine großen Nebenflüsse, Tennessee und Cumberland, Stück für Stück für die Union erobert. Im Juli 1863 wurde die Aufgabe mit dem Fall von Vicksburg und Port Hudson beendet und der von vielen abgelehnte Anakonda-Plan war tatsächlich durchgeführt worden.